# Gastón Needleman
Gastón Needleman (22 februari 1990) is een Argentijns schaker met FIDE-rating 2415 in 2017. Sinds 2007 is hij een Internationaal Meester (IM). 

## Kampioenschap Amerikaans Continent 2005
Van 5 t/m 16 augustus 2005 werd in Buenos Aires het Kampioenschap Amerikaans Continent gespeeld dat met 8.5 pt. uit 11 door Lazaro Bruzon gewonnen werd. Gastón Needleman eindigde, op 15-jarige leeftijd, met 8 punten op een gedeelde tweede plaats met zes andere spelers. Er waren 152 deelnemers. 
In ronde 10 won Needleman met zwart van GM Alexander Shabalov, in de laatste ronde speelde hij remise tegen GM Gata Kamsky, waardoor Kamsky niet het kampioenschap won. 
De bovenste zeven van het Kampioenschap Amerikaans Continent zouden een betaalde uitnodiging krijgen tot de FIDE Wereldbeker, onderdeel van de cyclus voor het Wereldkampioenschap schaken 2005–2007. De winnaar Bruzon ontving de eerste uitnodiging, een tie-break toernooi moest beslissen wie van de zeven als tweede eindigende spelers, Julio Granda Zuniga, Alexander Onisjtsjoek, Gilberto Milos, Gata Kamsky, Rubén Felgaer, Giovanni Vescovi en Gastón Needleman, als enige geen uitnodiging zou ontvangen.  
Het hiervoor gespeelde rapidtoernooi zorgde voor controverse, omdat bij sommigen de indruk ontstond dat de GM's onderling korte remises speelden om zo energie te sparen, maar tegen Needleman een moeilijke partij speelden om hem uit te putten zodat hij als laatste zou eindigen. 
Iedere speler had 15 minuten per partij plus 10 secondes per zet. De rusttijd tussen partijen was slechts 5 minuten. Na 5 uur schaken werd Needleman achtste. Naast de partijen gespeeld door Needleman, was er één gewonnen partij en verder remises.  
Needleman verklaarde later dat hij niet dacht dat er sprake was van een samenzwering tegen hem. Na een verzoek van  Dr. Alberto Rodriguez Saa, gouverneur van San Luis, verleende FIDE-president Kirsan Ilyumzhinov ook aan Needleman een betaalde uitnodiging voor het toernooi om de FIDE Wereldbeker.

## Overige resultaten
In september 2005 speelde Gastón Needleman mee in het toernooi om het kampioenschap van Argentinië en eindigde hij met 4.5 punt uit 9 ronden op de zevende plaats. 

## Partij
In 2005 gaf Anatoli Karpov in Buenos Aires een simultaan tegen zes spelers, waarbij hij één partij verloor, tegen Needleman.
Zettenverloop, met commentaar van Gastón Needleman: 
Anatoli Karpov (2676) - Gastón Needleman (2242) [E69]
Kloksimultaan Buenos Aires, 20 september 2005 

1.Pf3, Pf6 2.c4, g6 3.g3, Lg7 4.Lg2, 0-0 5.0-0, d6 6.d4, c6 7.Pc3, Da5 8.e4, e5 9.h3, Pbd7 10.Te1, exd4 11.Pxd4, Pe5 12.Lf1, Le6 13.Pxe6, fxe6 14.Kg2, Tad8 15.Da4, Db6 16.f4, Pf7 17.Db3, Dc7 18.Le3, b6 19.Tad1, Kh8 20.Le2, e5 21.f5, gxf5 22.exf5, Tg8 23.Lf3, Lh6 24.Pe4, De7 25.Lf2, Tg7 26.Kh2, Tdg8 (diagram 1) 27.Pxf6, Dxf6 28.Lxc6, Dxf5 29.Df3, Dc8 30.Ld5, Pg5 31.Dh5, Tf8 32.Le3, Tg6 33.Tf1, Tf5 34.Txf5, Dxf5 35.Kg2, Tf6 36.Dg4 Fritz beveelt 36.g4± aan. 36..., Dxg4 37.hxg4, Kg7?! 37..., Pe6+/= 38.Lf2?! 38.Th1±, Pf7 (38...Tf8±) 39.Txh6+– 38..., Pe6 39.b4, Pd4 40.Lxd4, exd4 41.Txd4, a5! Zwart moet een veilig veld voor de loper creëren. 42.bxa5, bxa5 43.Te4, Kf8 44.Lc6, Ld2 45.Te8+, Kf7 46.Te2, Lc1 47.Le4, h6 48.Lf5, Kg7
|   | ↓ diagram 3: stelling na 71.Kd5 |    |   |    |   |    |    |   |
| 8 |                                 |    |   |    |   | kd |    |   |
| 7 | rl                              |    |   |    |   |    |    |   |
| 6 |                                 |    |   |    |   |    | pl |   |
| 5 |                                 |    |   | kl |   |    |    |   |
| 4 |                                 |    |   |    |   |    |    |   |
| 3 | pd                              |    |   |    |   |    |    |   |
| 2 |                                 | bd |   |    |   | rd |    |   |
| 1 |                                 |    |   |    |   |    |    |   |
|   | a                               | b  | c | d  | e | f  | g  | h |

49.Kf3, La3 50.Ke4, Lc5= 51.Kd5, a4 52.Ke4, a3 53.Kf4, Ld4 54.g5, Le5+ (diagram 2) 55.Kg4? Anatoli speelde op de andere borden. Hij concentreerde zich meer op andere partijen en verloor zijn loper. Ik had geluk! Na 55.Ke4, hxg5 56.Te3, Lb2 57.g4, Th6 58.Kd5, Th2 zou de partij in remise kunnen eindigen. 55..., h5+ 56.Kxh5, Txf5 57.Kg4, Kg6 58.Te3, Txg5+ 59.Kh3, Lb2 60.Te6+, Kf7 61.Txd6, Tc5 62.Kg4, Txc4+ 63.Kf5, Ke7 64.Te6+, Kf7 65.Ta6, Tc2 66.Ta7+, Kf8 67.g4, Lc1 68.g5, Txa2 69.g6, Tf2+ 70.Ke5, Lb2+. Beter was 70..., a2. 71.Kd5 (diagram 3) 71..., Tg2 72.Kc4, Txg6 73.Kb3, Te6 74.Ka2, Te7 75.Ta6, Tb7 76.Ta4, Ke7 77.Ta6, Kd7 78.Th6, Kc7 79.Tg6, Tb6 80.Tg5, Kc6 81.Tg6+, Kb5 82.Tg5+, Ka4 83.Tg4+, Tb4 84.Tg8, Tc4 85.Ta8+, Kb4 86.Tb8+, Kc3 87.Ta8, Kc2 88.Tc8, Kd3 89.Td8+, Kc3 90.Tg8, Tc5 91.Ta8, Kb4 92.Tb8+, Tb5 93.Tg8, Ld4 94.Tg3, Kc4 95.Txa3, Tb2+ 96.Ka1, Kd5! (0 - 1)

## Externe koppelingen
- (en)   Informatie over schaakpartijen van Gastón Needleman op ChessGames.com
- (en)   Informatie over schaakpartijen van Gastón Needleman op 365chess.com
- (en)  FIDE-ratinggegevens voor Gastón Needleman